# Qasr al-Basha
Qasr al-Basha (en arabe : قصر الباشا), également connu sous le nom de Musée du Palais du Pacha, Château de Radwan et Fort de Napoléon, est un palais historique situé dans la vieille ville de Gaza, abritant un musée et une école de filles. Il a servi de siège du pouvoir pendant les périodes mamelouke et ottomane et de commissariat de police sous le mandat britannique. Fin 2023, il est en grande partie détruit par les bombardements israéliens lors de la guerre à Gaza.

## Histoire

### Période mamelouke
Le premier étage de l'édifice a été construit par le sultan mamelouk Baybars au milieu du XIIIe siècle. La façade présente l'emblème du sultan, une sculpture en relief représentant deux lions se faisant face.  
Les motifs géométriques et les dômes, les voûtes en éventail et en croix sont typiques de l'architecture mamelouke sous les Baharites. Selon une légende locale, au XIIIe siècle, alors que Baybars était encore un général combattant les croisés et les Mongols au Levant, il traversa Gaza à plusieurs reprises. Au cours d'une de ses visites, Baybars se serait marié à Gaza et aurait construit un grand manoir pour sa femme et ses enfants. On dit que Qasr al-Basha est ce qui reste de cette maison.

### Période ottomane
Le deuxième étage du bâtiment est en grande partie une construction de l’époque ottomane.  Au XVIIe siècle, le site sert de forteresse à la dynastie régnante de Radwan (d'où le nom de « château de Radwan ») et plus tard aux pachas de Gaza, qui étaient des gouverneurs nommés par le gouverneur ottoman du Pachalik de Damas.  
À cette époque, la forteresse était dotée de meurtrières et de passages souterrains comme moyen de défense. Dans le complexe se trouvaient les logements des soldats, une mosquée, un grenier, une armurerie et des canons. La hauteur de la structure faisait de Qasr al-Basha un point stratégique à Gaza. C'est probablement la raison pour laquelle que Napoléon Bonaparte a passé trois nuits au palais au cours de la campagne qui s'est terminée à Acre en 1799, d'où le nom de « Fort de Napoléon ».  
Le voyageur turc Evliya Çelebi a écrit à propos de Qasr al-Basha en 1649, que « la citadelle a été construite dans les temps anciens et détruite par Nabuchodonosor. La citadelle actuelle date d'une époque ultérieure. Elle est petite et rectangulaire et se trouve à une heure de distance, à l'est du mer. Ses murs ont vingt mètres de haut. Elle a une porte métallique qui s'ouvre en direction de la Qibla. Le commandant et la garnison doivent toujours être présents ici pour remplir leurs fonctions de garde car elle est dans un endroit dangereux, ici les tribus arabes et les ennemis sont nombreux. ».

### Histoire contemporaine
Pendant la période du mandat britannique sur la Palestine, il a été utilisé comme poste de police, et pendant la période de l'Occupation de la bande de Gaza par l'Égypte, Qasr al-Basha a été transformé en une école connue sous le nom d' école Princesse Ferial pour filles. Après la destitution de Farouk au Caire, l'école a été rebaptisée École secondaire pour filles al-Zahra.
Au début du XXIe siècle, le Programme des Nations Unies pour le développement (PNUD) a entrepris un projet, financé par une subvention de la Banque allemande de développement (KfW), pour la transformation de Qasr al-Basha en musée. Le PNUD a construit de nouvelles installations pour l'école des filles et la restauration du palais du Pacha a commencé sous la supervision du Département des antiquités et du patrimoine culturel de l'Autorité palestinienne. Au cours de la première phase du projet, les ouvriers ont aménagé le terrain du musée, installé de nouvelles portes, fenêtres et portails et restauré la façade du palais.  
Dans la deuxième phase du projet, des vitrines et autres éléments ont été installés dans le musée. Le Département des Antiquités les a utilisés pour exposer certains objets de sa collection, notamment des artefacts néolithiques, égyptiens, phéniciens, achéménide, hellénistiques et romains. Le plus petit bâtiment devant le palais a également été rénové pour servir de porte d'entrée au musée.
Lors de la guerre à Gaza depuis 2023, le musée est détruit par les bombardements israéliens.